# 尚皮尼 (马恩省)
尚皮尼（法語：Champigny，法語發音：[ʃɑ̃piɲi]）是法国马恩省的一个市镇，属于兰斯区。

## 地理
尚皮尼（49°16'2"N, 3°58'17"E）面积4.49 平方千米，位于法国大東部大區马恩省，该省份为法国东北部内陆省份，北起阿登省，西北接埃纳省，西南接塞纳-马恩省，南至奥布省，东南接上马恩省，东临默兹省。
与尚皮尼接壤的市镇（或旧市镇、城区）包括：梅尔菲、韦勒河畔沙隆、蒂卢瓦、坦克、圣布里斯-库尔塞勒。

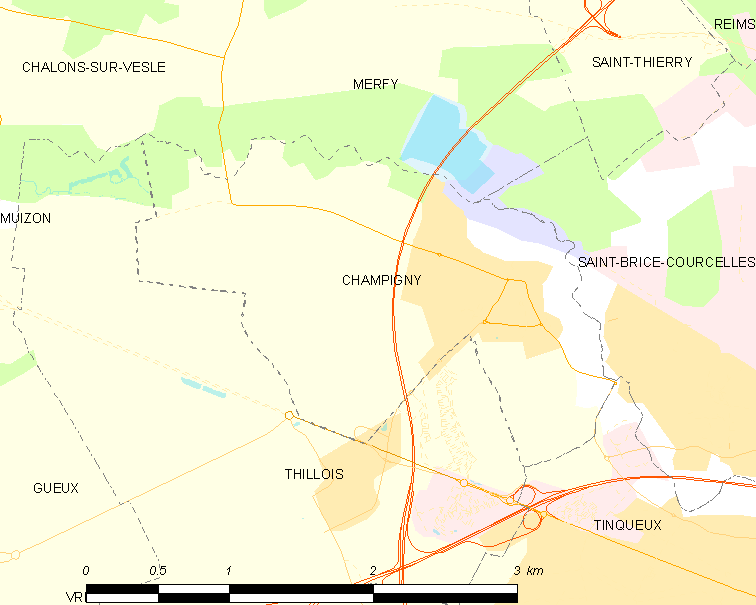
的OSM定位图

尚皮尼的时区为UTC+01:00、UTC+02:00（夏令时）。

## 行政
尚皮尼的邮政编码为51370，INSEE市镇编码为51118。

## 政治
尚皮尼所属的省级选区为兰斯第四县。

## 人口

1962-2008年间人口变化图示

尚皮尼于2022年1月1日时的人口数量为1616人。